# 随机数列

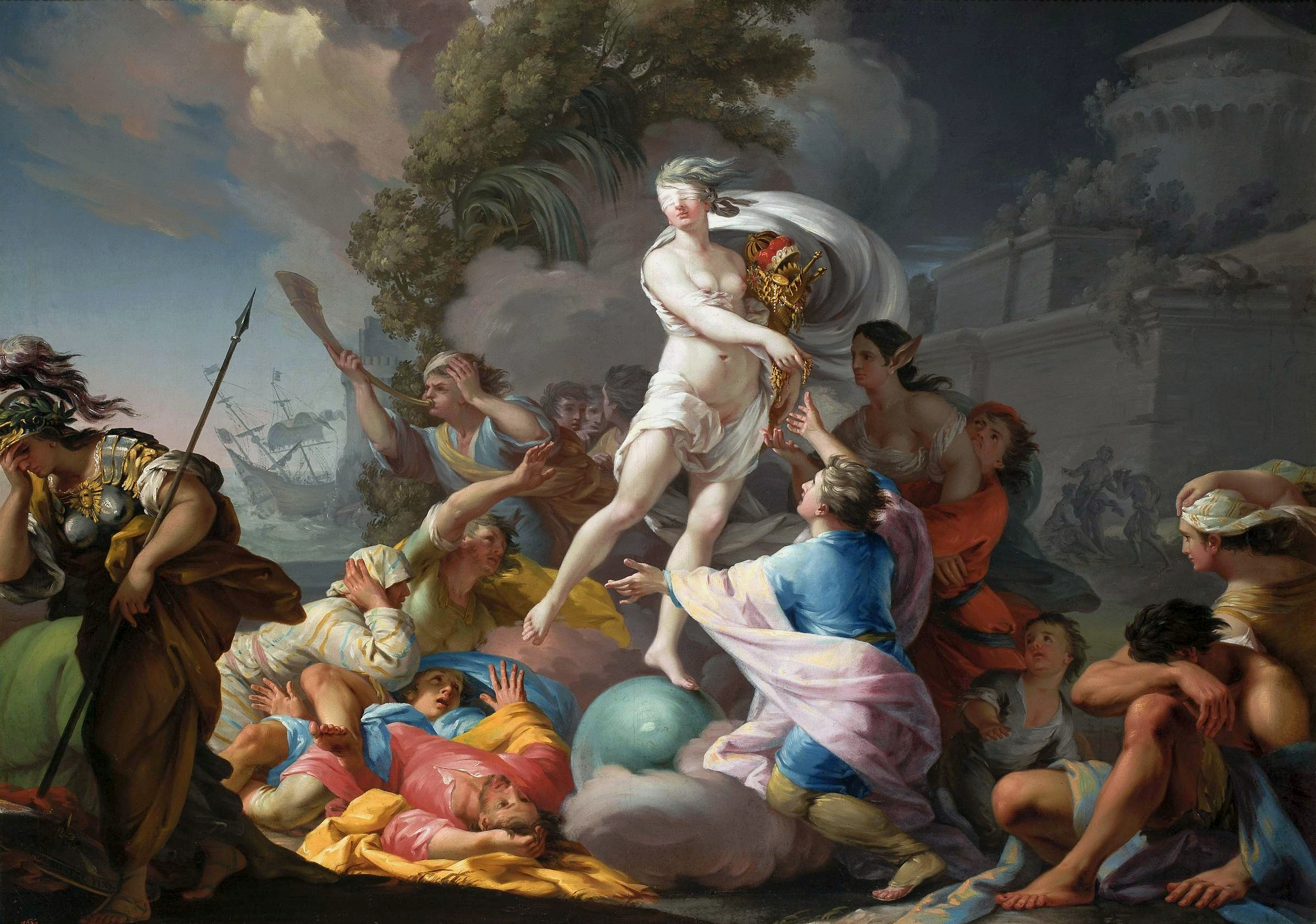
福尔图娜，罗马神话中的命运女神，由Tadeusz Kuntze于1754年绘制（华沙国家博物馆）

随机数列的概念在概率论和统计学中都十分重要。整个概念主要构建在由随机变量组成的数列的基础之上，因此每每提及到随机数列，人们常常会这样开场：“设{\displaystyle X_{1}\cdots X_{n}}为随机变量……”但是也如同美国数学家得瑞克·亨利·雷莫在1951年时说的那样：“随机数列是一个很模糊的概念……它每一项都是无法预测中的无法预测，但是这些数字却能够通过传统的统计学上的考验。”
概率公理有意绕过了对随机数列的定义。传统的统计学理论并没有直接阐明某个数列是否随机，而是直接跳过这部分，在假设某种随机性存在的前提之下讨论随机变量的性质。比如布尔巴基学派就认为，“‘假设一个随机数列’这句话是对术语的滥用。”

## 早期历史
法国数学家埃米尔·博雷尔是1909年第一批给出随机性的正式定义的数学家之一。在1919年，受大数定理的启发，奥地利数学家理查德·冯·米泽斯给出了第一个算法随机性的定义。但是，他使用了“集合”这个词，而不是“随机数列”。利用赌博系统的不可能性，冯·米泽斯定义道：若由0和1构成的无穷数列具有“频率稳定性的特点”，也就是说，0的频率趋进于1/2，且该数列的每个“以适当方式选取的”子数列也都没有偏差，那么我们说，这个数列是“随机的”。
冯·米泽斯的这个方法中，“适当选取子数列”的标准非常重要，因为虽然说“01010101……”本身没有偏差（0出现的概率为1/2），但是若我们只选奇数位置上的数字，得到的子数列便成了完全不随机的“000000……”。冯·米泽斯未曾就这个问题正式给出一个选取规则上的解释。1940年，美国数学家阿隆佐·邱奇将这个规则定义为“任何已经读取该无穷数列的前N项，并决定是否读取其第N+1项的递归函数。”邱其是可计算函数方面的先驱，他给出的这个定义的可计算性基于邱奇－图灵猜想。这个定义经常被称作“米泽斯-邱其随机性”。

## 现代方法
在20世纪，人们发展出了一些技术手段来定义随机数列。在1960年代中期，苏联数学家安德雷·柯尔莫哥洛夫和美国数学家唐纳德·W·罗弗兰德各自独立提交了一份更宽容的子数列选取规则。在他们看来，邱其的递归函数过于严苛，因为它只能按顺序读取数列的前N项。与邱其相反，他们的规则是允许从数列中选取“任意”N项，并决定是否需要再选一个项。这个定义经常被称作“柯尔莫哥洛夫-罗弗兰德随机性”。但是Alexander Shen则认为这个方法过弱，并给出了一个不符合大众眼中的随机性的柯尔莫哥洛夫-罗弗兰德随机数列。
1966年，瑞典数理统计学家佩尔·马丁-洛夫引入了一个被后世称为最令人满意的算法平均性的概念。 他的这一概念中起初涉及到了了测量理论，但后来证明也可以用柯氏复杂性来表示。（柯尔莫哥洛夫对于随机字符串的定义，即柯氏复杂性，是说，“若一个字符串在通用图灵机中没有一个比自身要更短的描述，那么这个字符串是随机的”。）
现如今，有三个处理随机数列的方式：
- 频率／测量理论法。这个方法建立在前文的米泽斯和邱其的方法的基础之上。 在1960年代，佩尔·马丁-洛夫注意到，人们能够写下基于频率生成随机数列的代码，而这些代码的集合是一种特殊的零测度集。在此基础之上，通过利用所有的零测度集，人们能够得到一个更加放之四海而皆准的随机数列定义。

- 复杂度／可压缩度法。柯尔莫哥洛夫本人对这个方法贡献巨大，其次还有列文和阿根廷裔美国数学家格里高列·蔡廷等也作出了一定的贡献。对于有限项的随机数列，柯尔莫哥洛夫将它的随机性定义为“熵”，也就是后来的柯氏复杂性。这个定义下，一个包含了0与1组成的、长度为{\displaystyle K}的字符串（或者数列，二者并无本质上的区别），其“熵”的大小为这个数列的最短描述的长度和{\displaystyle K}的接近程度。字符串的复杂度越接近于{\displaystyle K}，它也会越随机；而字符串的复杂性越低于{\displaystyle K}，它也就越不随机。

- 可预测性法。这个方法由德国数学家克劳斯·施诺提出。他用了一个和传统概率论稍有不同的鞅的定义。他证明了“若人们拥有一个下注策略，可以从多种可能中选择出最优的方案，那么人们也可以用类似的策略选出一个有偏差的子集。”如果人们只需要一个递归性的鞅（而不是构造的方式）便能够成功选出数列的话，那么人们就该使用递归随机性的概念中。美国数学家Yongge Wang则证明出，递归随机性和施诺的随机性并不是同一个概念。

这三个方式在大多数情况下被证实是等价的。
需要注意的是，按照以上任意一个关于无限数列的随机性定义，由于都是着眼于随机性趋势，因此对数据开头部分的随机性不敏感。如果在随机数列的第一项前插入哪怕一百万个0，得出的仍然会是随机数列。因此，应用这几个定义时应该小心谨慎。